# Мьянманско-пакистанские отношения
Мьянманско-пакистанские отношения — двусторонние дипломатические отношения между Мьянмой и Пакистаном. Страны являются членами Организации Объединённых Наций.

## История
14 августа 1947 года были установлены дипломатические отношения между Союзом Бирма и Доминионом Пакистан у которых была общая граница через Восточный Пакистан. С 1988 года страны содержат посольства в столицах друг друга. В 1947 году посол Бирмы Пе Кхин стал первым иностранным дипломатическим представителем, который вручил свои верительные грамоты генерал-губернатору Пакистана Мухаммаду Али Джинне.
В мае 1946 года мусульманские лидеры Аракана из Бирмы (в настоящее время штат Ракхайн) встретились с Мухаммадом Али Джинной и попросили об официальном присоединении двух посёлков в Пограничном округе Маюй: Бутхидаунга и Маунгдау к Восточному Пакистану. Два месяца спустя в Ситуэ была основана Мусульманская лига Северного Аракана, которая также попросила Мухаммада Али Джинну присоединить регион, но он отказался, заявив, что не может вмешиваться во внутренние дела Бирмы. После отказа Мухаммада Али Джинны мусульмане Аракана обратились с просьбой об уступке двух поселков Пакистану к недавно сформированному правительству Бирмы. Это предложение было отклонено парламентом Бирмы.
Впоследствии местные моджахеды выступили против правительства Бирмы и начали нападать на правительственных солдат, дислоцированных в этом районе. Под руководством Миром Кассемом недавно сформированное движение моджахедов начало захватывать территорию, изгоняя местные общины араканцев из своих деревень, некоторые из которых бежали в Восточный Пакистан.
В 1950 году правительство Пакистана сделало предупреждение Бирме о недопустимости жестокого обращения с мусульманами в Аракане. Премьер-министр Бирмы У Ну немедленно направил дипломата Пе Кхина для переговоров по подписанию меморандума о взаимопонимании с Пакистаном, чтобы власти этой страны прекратили посылать помощь моджахедам. В 1954 году Мир Кассем был арестован пакистанскими властями и многие из его последователей сдались правительству.
Правительство Бирмы обвинило моджахедов в поощрении нелегальной иммиграции тысяч бенгальцев из Восточного Пакистана в Аракан во время их правления в этом районе. Это утверждение, которое на протяжении десятилетий подвергается оспариванию, так как ставит под сомнение легитимность нахождения рохинджа на этой территории как этническая группа Бирмы.

## Дипломатические отношения
В 1971 года Бирма предоставила возможность для эвакуации базирующейся в Дакке авиационной эскадрильи ВВС Пакистана после проигранной Третьей индо-пакистанской войны. 26 июля 2012 года движение «Техрик-е Талибан Пакистан» пригрозило, что они нападут на Мьянму, если Пакистан не разорвёт отношения с правительством этой страны, включая закрытие посольства Мьянмы в Исламабаде. Это стало ответом на то, что талибы считают действия Мьянмы преступлениями против народа рохинджа.

## Экономические отношения
В мае 2001 года было подписано двустороннее соглашение о сотрудничестве в области науки и технологий, во время визита президента Пакистана Первеза Мушаррафа в Мьянму. В январе 2012 года президент Пакистана Асиф Али Зардари посетил с официальным визитом Мьянму, который был направлен на расширение торгового сотрудничества между двумя странами. Пакистан предложил создать зону преференциальной торговли наряду с подписанием соглашения о свободной торговле. Также было озвучено предложение о создании совместной министерской комиссии, а также о налаживании сотрудничества в нефтегазовом секторе.

## Военное сотрудничество

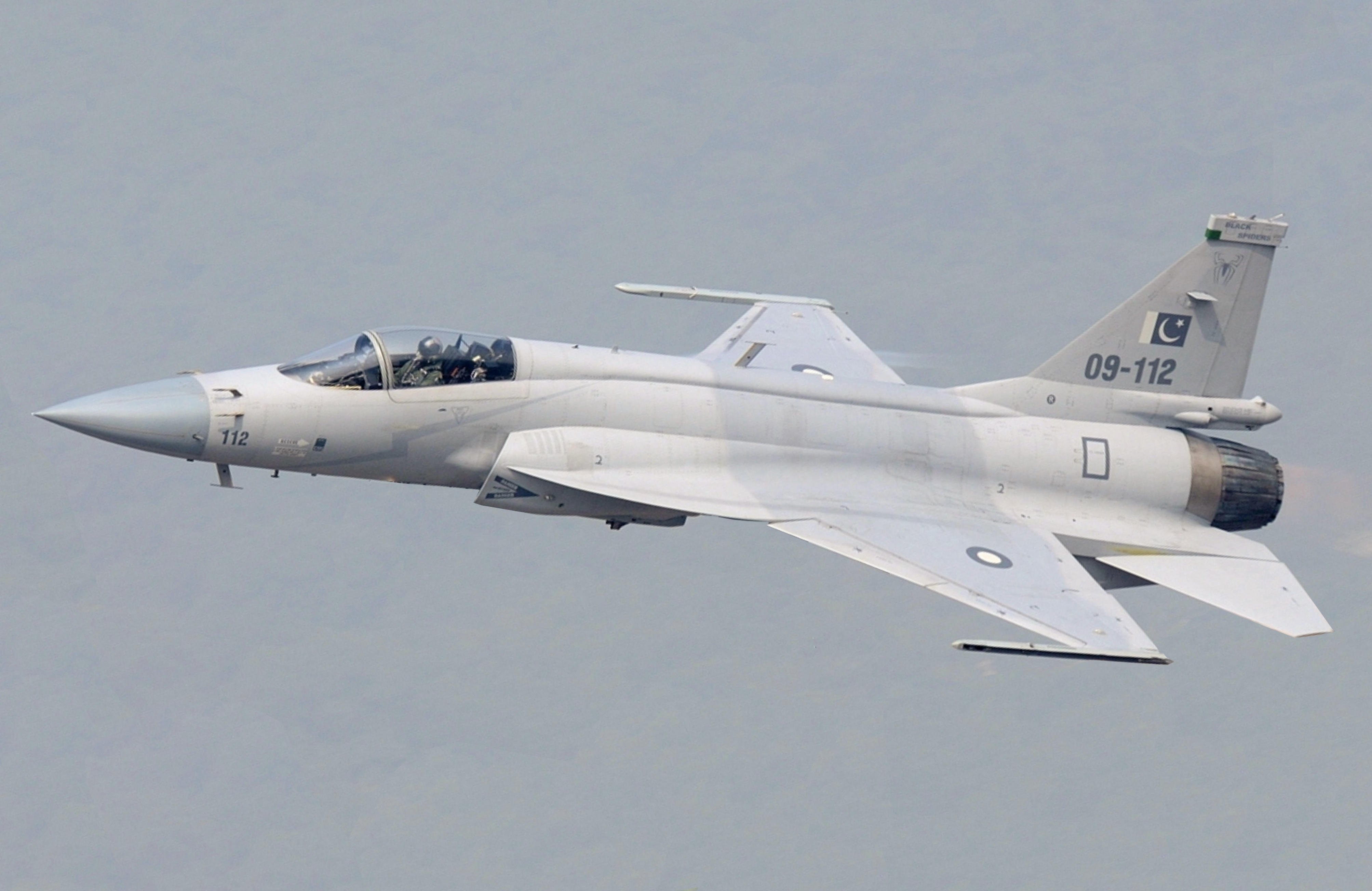
«Chengdu FC-1 Xiaolong» пакистанского производства находится на службе в ВВС Мьянмы.

Мьянманско-пакистанские отношения развиваются в военной сфере. Пакистан обучает военнослужащих из Мьянмы методам военной тактики в различных учреждениях по всей стране, а также они заключили контракт по поставке пакистанских истребителей.
Пакистанские инструкторы обучали ВМС Мьянмы навыкам пользования подводными лодками. В июне 2013 года сообщалось, что около 20 офицеров ВМС Мьянмы посетили Карачи в конце апреля / начале мая, чтобы начать учения на подводных лодках с ВМС Пакистана.
В августе 2014 года главный маршал авиации Пакистана Тахир Рафик Батт впервые в истории нанёс визит главнокомандующему ВВС Мьянмы генералу Кхину Аунгу Мьину. Они обсудили вопросы, представляющие профессиональный интерес. Главный маршал авиации Пакистана был представлен различным старшим офицерам ВВС Мьянмы, а также посетил действующую авиабазу и несколько объектов технического обслуживания.
7 мая 2015 года генерал Мин Аун Хлайн, главнокомандующий Вооружёнными силами Мьянмы, посетил Пакистан с военной делегацией высокого уровня. Среди прочего, он встретился с председателем Объединённого комитета начальников штабов генералом Рашадом Махмудом, начальником штаба сухопутных войск генералом Рахилем Шарифом, начальником штаба военно-воздушных сил, главным маршалом авиации Сохаилом Аманом и начальником военно-морского штаба адмиралом Мухаммадом Закауллахом, чтобы обсудить возможности сотрудничества в различных областях вооружённых сил. сферы. В частности, Мин Аун Хлайн обсудил региональные и «местные» вопросы с Рашадом Махмудом. Хотя никаких конкретных деталей переговоров не было предоставлено публике, можно предположить, что обсуждалась проблема мусульман-рохинджа и угроз со стороны Индии.
21 мая 2015 года главнокомандующий ВВС Мьянмы генерал Кхин Аунг Мьин посетил штаб-квартиру авиации в Исламабаде, чтобы обсудить вопросы, представляющими взаимный интерес, с главным маршалом авиации Сохаилом Аманом. Позже он также посетил «Pakistan Aeronautical Complex» в Камре, где была проведена подробная экскурсия, особенно по программе разработки военного самолёта «Chengdu FC-1 Xiaolong». Делегация ВВС Мьянмы была впечатлена военным самолётом «Chengdu FC-1 Xiaolong» и они заключили контракт на поставку 16 истребителей, что сделало Мьянму первым иностранным покупателем пакистанского истребителя.
11 июня 2017 года главнокомандующий индийской армией генерал Бипин Рават, отвечая на вопрос об отчете Пентагона о том, что Китай, возможно, строит порты в Пакистане, сказал: «Все заинтересованы в получении доступа в регион Индийского океана. Пакистан также осуществляет строительство стратегических портов в Мьянме».

## Дипломатические миссии
- Мьянма имеет посольство в Исламабаде[25].
- Пакистан содержит посольство в Янгоне[26].